# Rubén Norberto Paccagnini
Rubén Norberto Paccagnini (Bahía Blanca, 22 de febrero de 1927- 6 de noviembre de 2019) fue un exmilitar argentino, perteneciente a la Armada Argentina, que alcanzó la jerarquía de Capitán de Navío. Ocupó el cargo de Gobernador de facto de Misiones, del 28 de noviembre de 1978 al 29 de marzo de 1981, durante la presidencia de facto de Jorge Rafael Videla durante el Proceso de Reorganización Nacional.

## Carrera
Egresó de la promoción 76 de la Escuela Naval Militar, a donde ingresó en enero de 1945.
Durante su gestión se inició el proyecto de colonización de la actual localidad de Comandante Andresito. Por otra parte, su gestión se vio marcada por conflictos ente su gobierno y la Comisión de Defensa de los Legítimos Intereses de Misiones (CODELIM), una organización que reclamaba la vuelta de la democracia como así también mejoras en diversas áreas; es desplazado al no poder contenerla, y reemplazado por el general Juan Bayón, del Ejército Argentino, terminando con las gestiones sucesivas de integrantes de la Armada.
Previamente, integró la plana mayor de la Base Aeronaval Almirante Zar de Trelew, en la provincia de Chubut. Durante su gestión en ésta, el 22 de agosto de 1972 se produjeron los fusilamientos conocidos como la Masacre de Trelew. Si bien se encontraba de licencia en ese momento, fue procesado por encubrimiento de ella y absuelto por el Tribunal Oral Federal de Comodoro Rivadavia. Luego la Cámara Federal revocó la absolución y ordenó procesarlo por los fusilamientos.